# Kryptopterus bicirrhis
El peix gat de vidre o silur de vidre (Kryptopterus bicirrhis) és una espècie de peix de la família dels silúrids i de l'ordre dels siluriformes que es troba a la península de Malaca, Sumatra i Borneo, incloent-hi les conques dels rius Mekong i Chao Phraya.

## Morfologia
Els mascles poden assolir els 15 cm de llargària total. El cos d'aquesta espècie manca d'escates i els seus costats són extremadament aplanats. Es poden distingir amb tota claredat tant l'esquelet com alguns dels seus òrgans interns; de fet, aquest és un dels peixos tropicals més transparents. Té un parell de bigotis llargs en la mandíbula superior, que poden estendre's cap endavant. L'aleta dorsal consisteix en un sol radi espinós. Aquest exemplar manca d'una aleta adiposa. La caudal és clarament bífida i el seu lòbul inferior pot ser lleugerament més llarg que el superior. L'aleta anal és molt llarga, encara que el seu extrem no es comunica amb la caudal. En termes generals, el cos d'aquests peixos té una gran iridescència i el seu color depèn, en realitat, de la incidència que tingui la llum en ell.

## En l'aquari
Es tracta d'una espècie delicada que neda, en la seva major part, en aigües superficials i de mitjana profunditat, mantenint el cos en posició obliqua i el cap dirigit cap amunt. Mouen la cua constantment d'un costat a l'altre. A aquests silurs diürns se'ls ha de cuidar en un aquari proveït de zones de vegetació on puguin amagar-se.
Se'ls mantindrà en petits bancs i poden conviure bé amb altres espècies de la seva mida. En cap cas s'ha de mantenir un exemplar sol, ja que no trigaria a morir.